# Dispositivo digital de microespejos
Un dispositivo digital de microespejos o DMD (por sus siglas en inglés, Digital Micromirror Device), es un tipo de semiconductor óptico. Es la base de la tecnología de proyección DLP y fue inventado en 1987 por Larry Hornbeck y William E. Nelson de Texas Instruments. 

## Historia
El proyecto DMD empezó en 1977 denominándose Deformable Mirror Device (dispositivo de espejo deformable) y utilizando moduladores de luz analógicos micromecánicos. El primer producto con un DMD analógico fue la impresora de billetes de avión TI DMD2000 que lo usaba en lugar de un escáner láser.

## Estructura

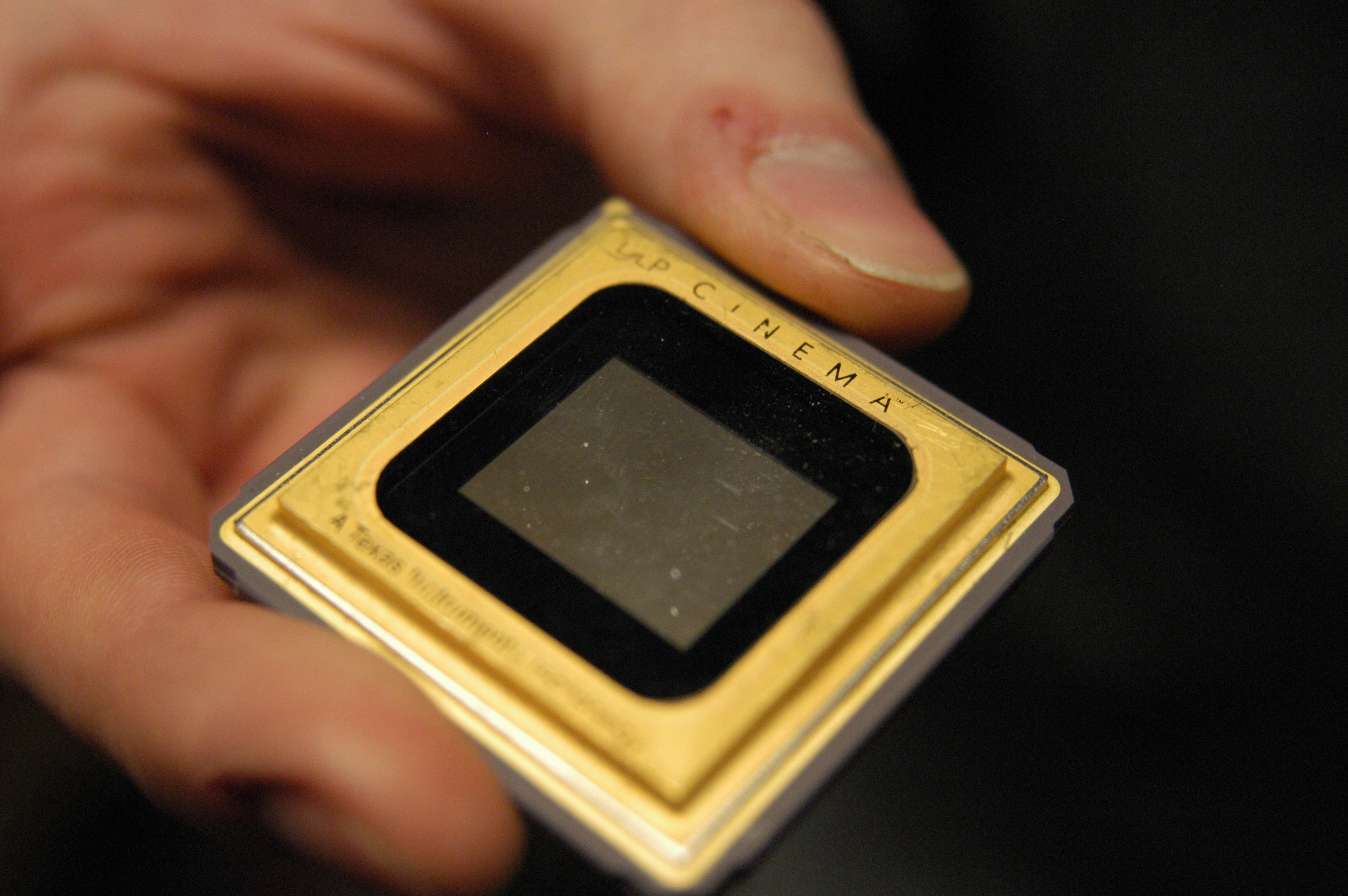
Matriz de microespejos (DMD) de un DLP de Texas Instruments.

Un DMD tiene en su superficie varios cientos de miles de microscópicos espejos distribuidos en una matriz rectangular y que se corresponden con los píxeles de la imagen que se desea mostrar.
Cada microespejo puede girar entre ±10-12° para colocarlo en una posición de 'encendido' o 'apagado'. En la posición 'encendido', la luz procedente de la lámpara del proyector se refleja en las lentes del aparato haciendo que el píxel correspondiente brille en la pantalla. En la posición 'apagado', la luz se dirige a otra parte (habitualmente a un disipador de calor) haciendo que el píxel aparezca oscuro.
Para generar una escala de grises, se hace oscilar el espejo, muy rápidamente, entre las dos posiciones límite de encendido y apagado. Dependiendo del tiempo que está en una u otra posición se determina el tono de gris en la pantalla (modulación por anchura de pulsos binaria).
Los DMD actuales son capaces de reproducir una escala de 1024 tonos de gris. Consúltese Procesamiento digital de la luz para saber como es posible generar imágenes en color en sistemas basados en DMD.
Los microespejos son de aluminio de 16 micrómetros de ancho. Cada uno está montado en un yugo conectado a dos postes de apoyo haciendo la función de bisagra de torsión. En este tipo de bisagra, el eje está fijo por los dos extremos y, literalmente, la parte central se retuerce .Gracias a la escala tan reducida a la que se trabaja, la fatiga del material no es un problema y los ensayos realizados han demostrado que, tras un billón de ciclos (1012), no se producen daños apreciables. Igualmente, se ha comprobado que los golpes y vibraciones normales no le afectan al ser absorbidos por la carcasa del DMD.

## Funcionamiento
Dos pares de electrodos, situados a cada lado de la bisagra, controlan la posición del espejo mediante atracción electrostática. El primer par actúa sobre el yugo y el segundo directamente sobre el espejo. 
La mayor parte del tiempo se aplica, simultáneamente, la misma carga eléctrica en ambas caras. En lugar de colocar el espejo en su posición central como pudiera pensarse a primera vista, esta situación lo mantiene fijo en su posición actual. Esto es así porque la fuerza de atracción en el lado hacia el que el espejo ya está inclinado es mayor puesto que está más cerca de los electrodos. 
Para mover el espejo, en primer lugar se carga el estado deseado en una celda de memoria SDRAM situada debajo del píxel y conectada también a los electrodos. Entonces, se retira el voltaje aplicado en los electrodos haciendo que sea la carga situada en la celda de SDRAM la que prevalezca y mueva por tanto el espejo al estado deseado. Cuando se restablece el voltaje, el espejo queda fijo en esa posición, pudiendo cargar el siguiente movimiento en la celda de memoria. 
El uso de este sistema reduce el voltaje necesario para mover los píxeles al ser éste aplicado directamente desde la memoria SDRAM y, además, el voltaje puede ser retirado al mismo tiempo de todo el chip, de forma que todos los espejos se mueven a la vez. Se consigue así una sincronización más exacta y un movimiento de la imagen más realista.

## Aplicaciones
- Televisores y televisores de alta definición (HDTV).
- Proyector de cine digital: Philippe Binant[1] realizó, 2000, la primera proyección de cine numérico público de Europa, fundada sobre la aplicación de un MEMS desarrollado por Texas Instruments.[2]
- Discos holográficos (HVD)
- Vídeo-cascos (HMD-Head Mounted Displays)
- Tecnología utilizada en la fabricación de conmutadores ópticos "OXC´s" (Optical cross-connect)